# 배나라
배나라(1991년 1월 4일 ~ )는 대한민국의 배우다.

## 학력
- 서울종합예술실용학교 뮤지컬연기전공 (졸업)

## 드라마
- 2023년 ENA 악인전기 - 권오재 역
- 2023년 넷플릭스 D.P. - 장성민 역
- 2025년 넷플릭스 약한영웅 Class 2 - 나백진 역
- 2025년 ENA 당신의 맛 - 한선우 역
- 2025년 SBS 우주메리미

## 뮤지컬
- 2013년 프리미스
- 2014년 조로
- 2015년 ON AIR 夜間飛行(야간비행)
- 2015년 프랑켄슈타인
- 2016년 잭 퍼 리더
- 2017년 경성특사
- 2017년 레베카
- 2018년 킹키부츠
- 2018년 매디슨 카운티의 다리
- 2019년 그리스
- 2020년 그리스
- 2020년 개와 고양이의 시간
- 2021년 배니싱
- 2021년 쓰릴 미
- 2021년 와일드 그레이
- 2021년 개와 고양이의 시간
- 2022년 웨스트 사이드 스토리
- 2023년 일라이
- 2023년 사의찬미
- 2024년 이블레드

## 방송
- 팬텀싱어
- 더 마스터 - 음악의 공존